# Boża inwazja
Boża inwazja (tyt. oryg. The Divine Invasion) – druga część nieoficjalnej trylogii Valis napisanej przez  Philipa K. Dicka w 1980, wydanej w 1981 (polskie wydanie w 1996 w tłumaczeniu Lecha Jęczmyka). W Bożej inwazji Dick po raz wtóry pośrednio zadaje pytania o sens życia, istotę Boga i kreśli wizję przyszłości opanowanej przez zło.

## Fabuła
Głównym bohaterem powieści jest stacjonujący jako kolonista na planecie CY-30 CY-B Herb Asher. Czas upływa mu na odbieraniu sygnałów z satelitów i słuchaniu niezwykle sławnej we wszechświecie śpiewaczki Lindy Fox. Po zapoznaniu się z kolonistką Rybys ze sąsiedniej kopuły, chorą na SM, przemawia do niego Bóg - miejscowe bóstwo imieniem Jah, powierzając mu i jej najważniejszą misję w ich życiu. Rybys ma urodzić cielesnego Boga, które ma mieć imię Emmanuel (hebr. Bóg z nami) a jego zadaniem jest pojawić się na Ziemi i zmienić bieg wydarzeń w świecie sterowanym przez wcielenie zła - Beliala. 
Kłopot w tym, że Emmanuel podczas transportu w łonie Rybys doznaje uszkodzenia mózgu i zapomina o swoim boskim pochodzeniu – i co najgorsze – swoich planach.
Szansą jest poznana 10 lat później dziewczynka, Zina Pallas, okryta tajemnicą osobowość, która poprzez doświadczenia przypomina mu prawdę o nim samym.
Ważną rolę w powieści odgrywa Valis, niszczący iluzję świata rządzonego przez Światopogląd Naukowy i Kościół Islamsko-Chrześcijański.